# Список заслуженных тренеров СССР (теннис)
Звание «заслуженный тренер СССР» вручалось с 1956 по 1992 год; первое присуждение звания за заслуги в теннисе произошло в 1957 году.

## Список

### 1957
- Крее, Эвальд Янович[эст.] (1918—1995; Таллин) — тренер нескольких мастеров спорта (в том числе Тоомаса Лейуса), автор учебника по теннису.
- Теплякова, Нина Сергеевна (1904—1983; Москва; ЗМС — 1936) — тренер мастеров спорта 7-кратной чемпионки СССР (1951—1955) Елизаветы Чувыриной, чемпионки СССР 1954 в парном разряде Антонины Кузьминой, Анны Дмитриевой.

### 1961
- Бальва, Владимир Максимович (1907—1983; Киев) — тренер победительницы Уимблдона среди девушек 1961 года Галины Бакшеевой, 4-кратной чемпионки СССР (1946—1949) Ольги Калмыковой, 5-кратной чемпионки СССР (1956—1960) Валерии Кузьменко-Титовой, 7-кратного чемпиона СССР (1958—1961) Михаила Мозера.

… августа
- Серебренников, Владимир Евгеньевич (1913—1967; Тбилиси, «Буревестник»)

### 1966
- Дубровина, Тамара Николаевна (1912—1996; Москва) — тренер победителя Уиблдона среди юношей 1965 и 1966 годов Владимира Короткова.
- Хангулян, Арам Герасимович (1901—1974; Тбилиси) — тренер ЗМС Александра Метревели, первого советского четвертьфиналиста турнира «Большого шлема» в одиночном разряде (Уимблдон 1966), и нескольких мастеров спорта.

### 1969
… декабря
- Андреев, Сергей Сергеевич (1923—1995; Москва; ЗМС — 1963) — старший тренер мужской сборной СССР (с 1962).
- Белиц-Гейман, Семён Павлович (1921—2000; Москва) — главный тренер и председатель Всесоюзного тренерского совета Федерации тенниса СССР (с 1959).

### 1971
- Вельц, Августин Августинович (1914—1987; Алма-Ата) — основатель теннисной школы Казахстана, тренер победительницы Уимблдона среди девушек 1971 года Марины Крошиной.
- Клдиашвили, Мария Владимировна (1915 — ?; Тбилиси)

### 1985
- Преображенская, Лариса Дмитриевна (1929—2009; Москва) — тренер ЦСКА (с 1964); подготовила МСМК, чемпионку СССР 1974 в парном разряде Елену Гранатурову, многих мастеров спорта, в том числе чемпионку СССР 1982 в парном разряде Юлию Кашеварову.
- Тарпищев, Шамиль Анвярович (р. 1948; Москва) — старший тренер сборной СССР (с 1974), капитан команды на Кубке Дэвиса (с 1974 — полуфиналист 1974, 1976) и Кубке Федерации (1978—1980 — полуфиналист 1978, 1979).

### 1990
- Лепешин, Анатолий Александрович (1941—2010; Москва) — старший тренер сборных СССР среди юношей и юниоров (с 1975), победивших на неофициальных командных чемпионатах мира до 16 лет (1990) и до 18 лет (1987, 1990).

### 1991
- Васильев, Владимир Федотович (1943—2002; Москва) — начальник команды ЦСКА — главный тренер ВС СССР (1977—1989); тренер юношеских и юниорских сборных СССР (1978—1989).
- Волков, Анатолий Филиппович (1948; Москва) — тренер команды ЦСКА (1981—1988), начальник команды ЦСКА — главный тренер ВС СССР (с 1988); тренер ЗМС Светланы Пархоменко.
- Зверев, Марат Николаевич (194…—2014; Минск) — отец и (по 1990) тренер ЗМС Натальи Зверевой, победительницы Roland Garros 1989 в парном разряде и финалистки 1988 в одиночном разряде.
- Морозова, Ольга Васильевна (1949; Москва; ЗМС — 1971) — капитан команды на Кубке Дэвиса Кубке Федерации (с 1981 — финалист 1988, 1990).
- Севастьянова, Светлана Алексеевна (1931—1999; Москва) — мать и тренер ЗМС Натальи Чмырёвой (в составе сборной СССР полуфиналистка Кубка Федерации 1978, 1979), тренер МСМК Юлии Сальниковой.